# Vasco (strip)
Vasco is een historische stripreeks van de Fransman Gilles Chaillet. Later namen Frédéric Toublanc en Dominique Rousseau de tekeningen voor hun rekening.
Na het overlijden van Chaillet in 2011 verschenen er nog enkele albums van hem postuum. Nadien nam Luc Révillon de scenario's over. In 2019 werd deze stripreeks stopgezet door Le Lombard.

## Inhoud
De reeks gaat over de jonge bankbediende Vasco, die in dienst is van de Tolomei-bank van zijn oom. Hij maakt regelmatig verre reizen en beleeft daarbij vele avonturen. De verhalen spelen zich af in 14e-eeuws Europa.

## Albums
1. Goud en wapens
2. De gevangene van Satan
3. De Byzantijnse
4. Het voorgeborchte van de nacht
5. De baronnen
6. Schaduwen over Venetië
7. De duivel en de Kathaar
8. De weg van Montségur
9. Het stof van Ispahan
10. De honden van Bâhrâm Ghör
11. Het verboden keizerrijk
12. De Prinsen van de Rode Stad
13. De grafdelvers van Beëlzebub
14. Toverkunsten
15. Het spook van Brugge
16. Het beest
17. Rienzo
18. De schaduwen van het verleden
19. De doge van Brocéliande
20. De Mac Douglas-clan
21. De zwarte dame
22. De witte dood
23. Het Vervloekte Dorp
24. De kinderen  van de Vesuvius
25. Stad onder de as
26. De citadellen van zand
27. I pittori
28. Lombardische zaken
29. Goud en ijs

Niet in het Nederlands verschenen
1. Mémoires de Voyages (1998, in de originele serie nummer 16)